# Lynne Talley
Lynne Talley (ur. 18 maja 1954 w Schenectady, Nowy Jork) – amerykańska oceanograf.
Jest profesorem oceanografii fizycznej w Instytucie Oceanografii imienia Scripps w Uniwersytecie Kalifornijskim. Uczestniczy w hydrograficznych pomiarach oceanicznych. Od 2004-2007 była członkiem Międzyrządowego Zespołu do spraw Zmian Klimatu i głównym autorem jednego z rozdziałów Czwartego Raportu IPCC. Jest członkiem honorowym Amerykańskiego Towarzystwa Meteorologicznego oraz Amerykańskiej Unii Geofizycznej.